# 万能怪兽
《万能怪兽》是龙之子制作公司制作，於1967年10月7日至1968年9月25日期間播放的黑白日本电视動畫，共52集（1集播放2話共104話）。1987年10月12日到1988年9月20日期間播放重製版彩色電視動畫共44集。

## 故事簡介
火山爆发时喷出一颗蛋，蛋落进一艘飞行船里，Guzura就从蛋里出生。Guzura喜欢吃铁，可以把吃下去的铁变任何物品。